# Circuito Urbano del Paseo Los Próceres
El Circuito del Paseo Los Próceres es un circuito de carreras situado alrededor del monumento Paseo Los Próceres, en Caracas, Venezuela.
Es mayormente conocido por albergar la sede del Gran Premio de Venezuela de 1957 el 3 de noviembre de 1957, puntuable para la Temporada 1957 del Campeonato Mundial de Resistencia.
Está caracterizado por sus dos largas avenidas y la zona más lejana que se asemeja a la de un pequeño circuito oval, rodeando los dos monumentos a los próceres del país.
La vuelta se completaba en la época del Gran Premio en algo menos de 4 minutos, y se corrió allí en 3 años consecutivos (1955, 1956, 1957).
El trazado de la pista levantó comentarios por su poco apego a los conceptos de seguridad de las carreras automotores de la época, que de por sí eran pasante deficientes. De hecho, Phil Hill comentó que todo el trayecto era «una pesadilla surrealista».